# 최희령
최희령(1993년 7월 13일 ~ )은 대한민국의 개그우먼이다.

## 학력
- 인덕대학교 휴학

## 방송
- KBS 《개그콘서트》

〈비트는 동화〉
〈힘을 내요! 슈퍼 뚱맨〉
〈아무 말 대잔치〉
〈핵갈린 늬우스〉
〈장군〉
〈조별 과제〉
〈으샤 빠샤〉
〈랜덤 울화통〉
- 유튜브

〈희스터즈〉
〈희희령령〉